# 223 Roza
223 Roza (mednarodno ime 223 Rosa) je asteroid tipa X v glavnem asteroidnem pasu. 
Pripada družini asteroidov Temida.

## Odkritje
Asteroid je odkril avstrijski astronom Johann Palisa 9. marca 1882 na Dunaju . Ni znano po kom se asteroid imenuje.

## Lastnosti
Asteroid Roza obkroži Sonce v 5,44 letih. Njegova tirnica ima izsrednost 0,124 nagnjena pa je za 1,94° proti ekliptiki. Njegov premer je 87,61 km. .